# 배수갑문
배수갑문(排水閘門)은 하구의 담수호, 간척지 등 방조제로 해수와 차단된 지역의 내수를 배제하기 위해 설치되어 바다로 배수하는 배수문이다. 상하로 이동하는 슬라이드 식과 힌지로 회전되는 레이디얼 식이 있다.

## 같이 보기
- 방조제
- 배수문